# Khu kinh tế cửa khẩu Cha Lo

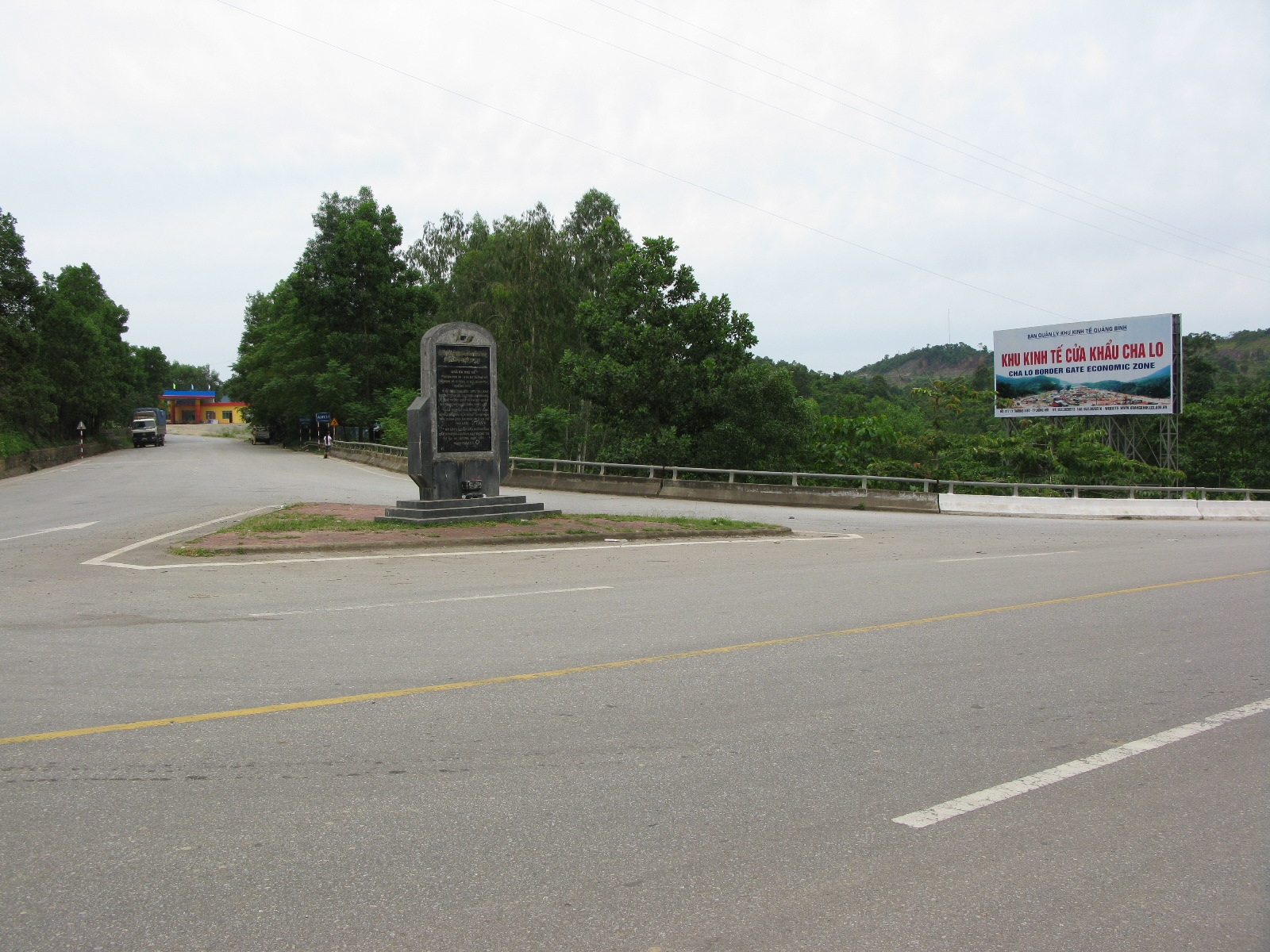
Đường vào Khu kinh tế cửa khẩu Cha Lo

Khu kinh tế cửa khẩu Cha Lo là một khu kinh tế cửa khẩu tại huyện Minh Hóa, tỉnh Quảng Bình. Khu kinh tế này được lập năm 2002, nằm quanh cửa khẩu quốc tế Cha Lo trên biên giới Việt Nam - Lào giữa hai tỉnh: Quảng Bình (Việt Nam) và Khăm Muộn (Lào). Phía Lào có khu kinh tế cửa khẩu Lằng Khằng (gắn với cửa khẩu Naphao) thuộc tỉnh Khăm Muộn.
Khu kinh tế cửa khẩu này rộng 538 km² , bao trùm 6 xã Dân Hóa, Trọng Hoá, Hóa Thanh, Hóa Tiến, Hóa Phúc và Hồng Hóa. Khu kinh tế này nằm trên tuyến quốc lộ 12A nối Việt Nam với Lào. Các doanh nghiệp đầu tư vào khu kinh tế này sẽ được hưởng các ưu đãi về đầu tư, thuế .
Đơn vị quản lý trực tiếp khu kinh tế này là Ban quản lý các khu kinh tế tỉnh Quảng Bình .
Theo định hướng đến năm 2030, khu kinh tế cửa khẩu Cha Lo sẽ là trung tâm kinh tế và đô thị phía Tây của tỉnh Quảng Bình, là đầu mối trung chuyển, trung tâm xuất nhập khẩu hàng hóa và dịch vụ của tỉnh Quảng Bình với Lào và các tỉnh Đông Bắc Thái Lan .